# 708. Infanterie-Division (Wehrmacht)
Die 708. Infanterie-Division war eine deutsche Infanteriedivision im Zweiten Weltkrieg.

## Geschichte

### Aufstellung
Die Division wurde Anfang Mai 1941 für den Wehrkreis VIII im Zuge der 15. Aufstellungswelle mit Heimatstandort Mörchingen und Kattowitz, ab Juni 1944 Bielitz, in der Region um Straßburg aufgestellt. Dies erfolgte als bodenständige Division durch den Wehrkreis XII durch Abgabe einzelner Einheiten seiner Ersatztruppen, hauptsächlich Landesschützen, an den Wehrkreis VIII.

### Besatzungstruppe Frankreich
Von Juni 1941 bis Mai 1942 unterstand die Division der 7. Armee, wurde im November 1941 nach Zentralfrankreich geschickt und anschließend bis Dezember 1942 der 1. Armee, jeweils in Bordeaux. 

### Atlantikwall
Ende Oktober 1942 war die Division für den Küstenschutz umgegliedert worden. in der Folgezeit blieb die Division der 1. Armee zugeordnet und stand bis Juli 1944 in Royan.

### Operation Overlord
Im Jahr 1944 war die Division in Kämpfe gegen Truppen nach der alliierten Landung in Frankreich verwickelt. Bei diesen Kämpfen wurde die Division sehr stark dezimiert und schließlich beim Rückzug aus Westfrankreich, wieder der 7. Armee unterstellt.

### Vernichtung
Im Raum Le Mans-Laval Ende August 1944 zerschlagen.

### Verwendung der Reste der Division
Die Reste der 708. Infanterie-Division wurden im September 1944 zur Aufstellung der 573. Volksgrenadier-Division herangezogen.

## Kommandeur
- Oberst/Generalmajor Walter Drobnig: von der Aufstellung bis März 1942
- Generalleutnant Hermann Wilck: von März 1942 bis Juli 1943
- Generalmajor Edgar Arndt: August 1943 bis zur Auflösung
  - Oberst Bruno Gerloch als Vertretung: August 1944

## Gliederung
1941
- Infanterie-Regiment 728 mit drei Bataillone durch Division Nr. 148 (Metz)
- Infanterie-Regiment 748 mit drei Bataillone durch Division Nr. 158 (Straßburg)
- Artillerie-Abteilung 658 mit drei Batterien
- Divisionseinheiten, u. a. Panzerjäger-, Pionier- und Nachrichten-Kompanie

April 1942
- Regimenter erhielten MG-Kompanien

Juni 1943
- Artillerie-Regiment 658 aus dem Artillerie-Abteilung 658 erweitert, ab Dezember 1943 Artillerie-Regiment 708 und ab Januar 1944 Artillerie-Regiment 1708

Oktober 1943
- II. Bataillon des Grenadier-Regiment 728 wurde abgegeben und später Grenadier-Regiment 386 bei der 218. Infanterie-Division

Januar 1944
- Grenadier-Regiment 728 mit nur noch zwei Bataillone
- Grenadier-Regiment 748 mit nur noch zwei Bataillone
- Füsilier-Bataillon 708 aus dem II. Bataillon des Grenadier-Regiment 748 gebildet
- Artillerie-Regiment 1708
- Divisionseinheiten 708

April 1944
- Kosaken-Grenadier-Regiment 360 mit zwei Bataillone aus Kosaken-Bataillon 622 und 623 gebildet